# Mniarogekko jalu
Mniarogekko jalu — вид геконоподібних ящірок родини диплодактилідів (Diplodactylidae). Ендемік Нової Каледонії.

## Поширення і екологія
Mniarogekko jalu мешкають на крайній півночі Нової Каледонії та на островах Белеп. Вони живуть у вологих тропічних лісах, на висоті до 500 м над рівнем моря. Ведуть нічний, деревний спосіб життя.

## Збереження
МСОП класифікує цей вид як такий, що перебуває під загрозою зникнення. Mniarogekko jalu загрожує знищення природного середовища, хижацтво з боку інтродукованих кішок та мурах Wasmannia auropunctata.